# بدر حامد
بدر حامد (مواليد 1959) هو لاعب كرة قدم مصري معتزل، سبق له أن لعب مع نادي الزمالك وشارك مع منتخب مصر في الألعاب الأولمبية الصيفية 1984.

## روابط خارجية
- بدر حامد على موقع قاعدة بيانات كرة القدم.إي يو (الإنجليزية)
- بدر حامد على موقع ناشيونال فوتبول تيمز (الإنجليزية)
- بدر حامد على موقع عالم كرة القدم.نت (الإنجليزية)
- بدر حامد على موقع أوليمبيديا (الإنجليزية)